# Eucereon metoidesis
Eucereon metoidesis là một loài bướm đêm thuộc phân họ Arctiinae, họ Erebidae.